# K2-315
K2-315 — одиночная звезда в созвездии Весов на расстоянии приблизительно 185 световых лет (около 56,8 парсек) от Солнца. Видимая звёздная величина звезды — +17,67m. Возраст звезды оценивается как более 1 млрд лет.
Вокруг звезды обращается, как минимум, одна планета.

## Характеристики
K2-315 — красный карлик спектрального класса M3,5V. Масса — около 0,174 солнечной, радиус — около 0,196 солнечного, светимость — около 0,0041 солнечной. Эффективная температура — около 3144 К.

## Планетная система
В 2020 году командой астрономов, работающих с фотометрическими данными в рамках проекта Kepler K2, было объявлено об открытии планеты K2-315 b.